# فهرست فرودگاه‌های مونته‌نگرو

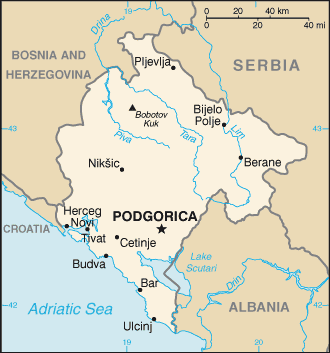
نقشهٔ مونته‌نگرو

این مقاله شامل فهرست فرودگاه‌های مونته‌نگرو است.

## آمارهای مسافر
فرودگاه‌ها همراه با شمار مسافران سرویس داده.
| رتبع  | فرودگاه            | شهر        | کد فرودگاهی یاتا / کد فرودگاهی ایکائو | ۲۰۱۵      | ۲۰۱۶      | ۲۰۱۷      | ۲۰۱۸      | ۲۰۱۹      | تغییر |
| ----- | ------------------ | ---------- | ------------------------------------- | --------- | --------- | --------- | --------- | --------- | ----- |
| ۱     | فرودگاه تیوات      | تیوات      | TIV/LYTV                              | ۸۹۵٬۰۳۳   | ۹۸۲٬۵۵۸   | ۱٬۱۲۹٬۷۲۰ | ۱٬۲۴۵٬۹۹۹ | ۱٬۳۶۷٬۲۸۲ | ۹٬۷٪0 |
| 2     | فرودگاه پودگوریتسا | پودگوریتسا | TGD/LYPG                              | ۷۴۸٬۱۷۵   | ۸۷۳٬۲۷۸   | ۱٬۰۵۵٬۱۴۲ | ۱٬۲۰۸٬۵۲۵ | ۱٬۲۹۷٬۳۶۵ | ۷٬۴٪0 |
| مجموع | مجموع              | مجموع      | مجموع                                 | ۱٬۶۴۳٬۲۰۸ | ۱٬۸۵۵٬۸۳۶ | ۲٬۱۸۴٬۸۶۲ | ۲٬۴۵۴٬۵۲۴ | ۲٬۶۶۴٬۶۴۷ | ۸٫۶٪  |

## فرودگاه‌ها

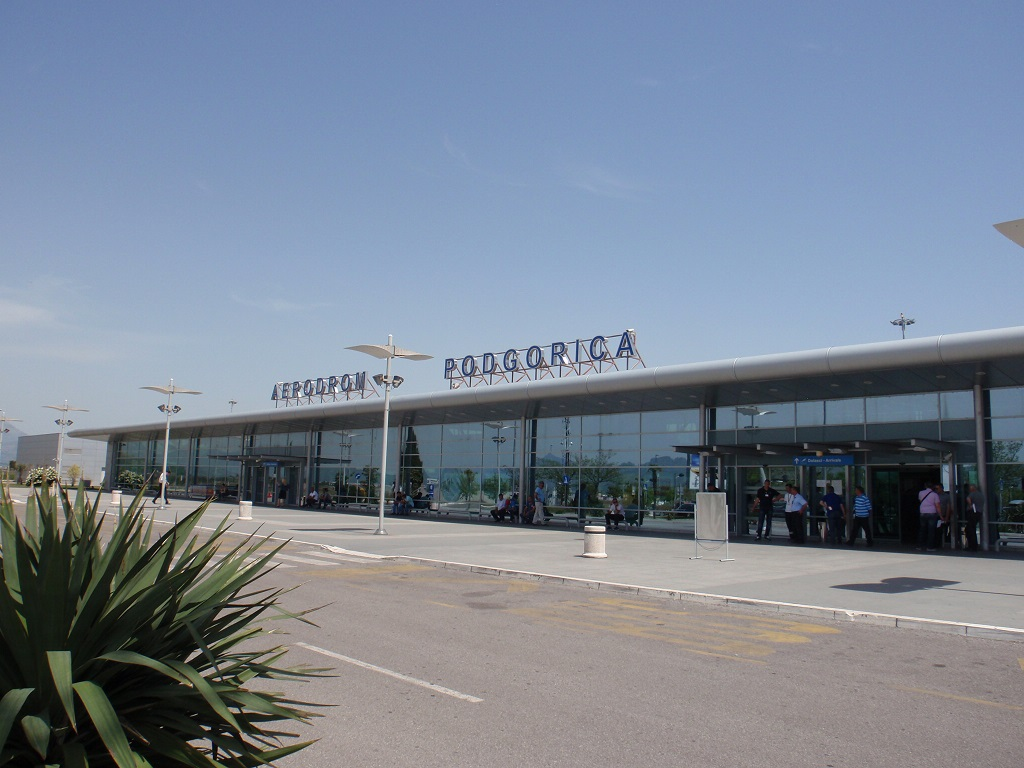
فرودگاه پودگوریتسا

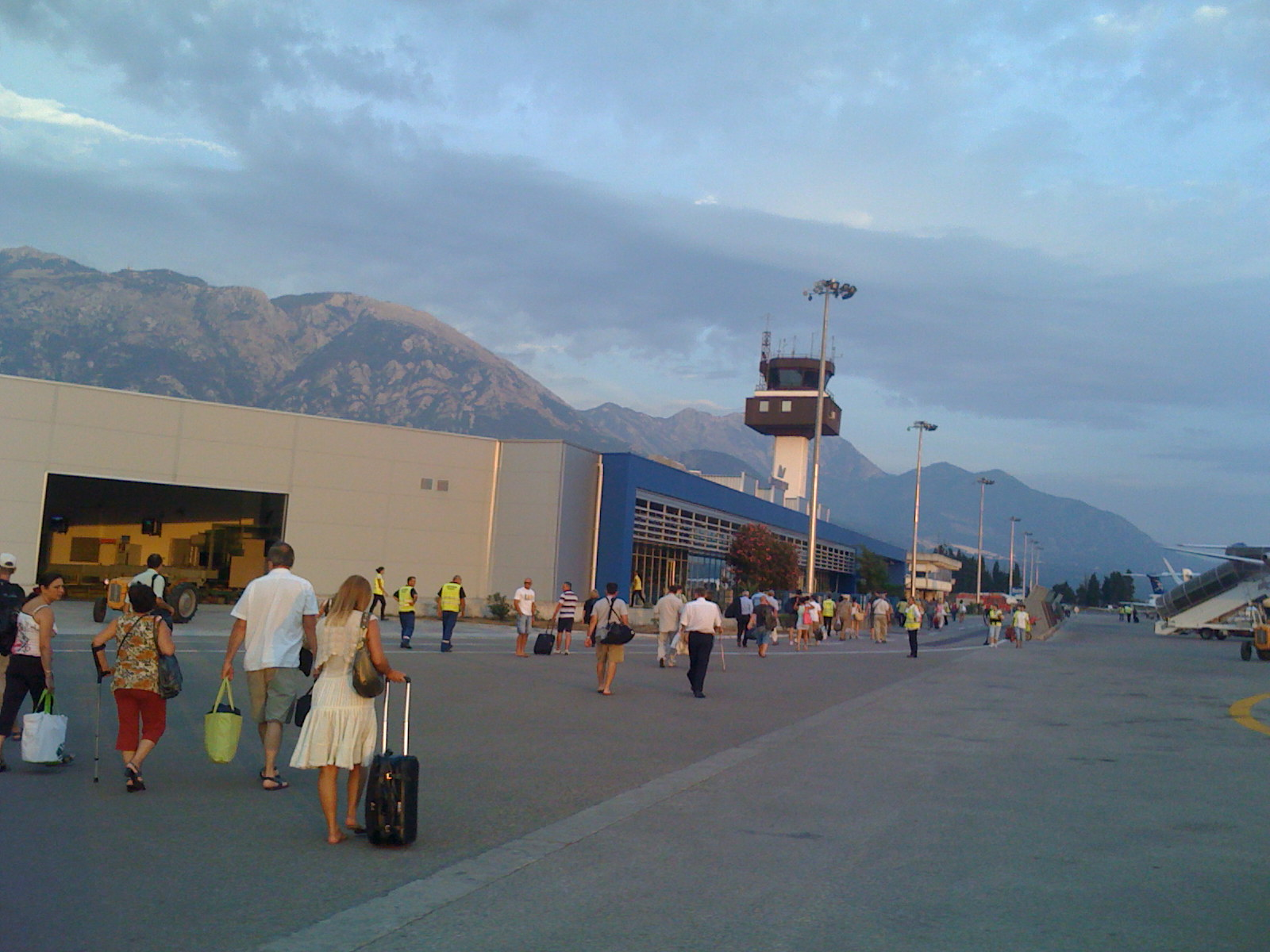
فرودگاه تیوات

Airports shown in bold have scheduled service on commercial airlines.
| فهرست شهرهای مونته‌نگرو | کد فرودگاهی ایکائو | کد فرودگاهی یاتا | نام فرودگاه             |
| ---------------------- | ------------------ | ---------------- | ----------------------- |
| بین‌المللی              | ŽŽ                 | ŽŽ               | ŽŽ                      |
| پودگوریتسا             | LYPG               | TGD              | فرودگاه پودگوریتسا      |
| تیوات                  | LYTV               | TIV              | فرودگاه تیوات           |
| هوانوردی عمومی         | ŽŽ                 | ŽŽ               | ŽŽ                      |
| برانه                  | LYBR               | IVG              | فرودگاه برانه           |
| نیکشیچ                 | LYNK               | ندارد            | فرودگاه نیکشیچ          |
| پودگوریتسا             | LYPO               | ندارد            | فرودگاه کمووسکو پولی    |
| ژابلیاک                | ندارد              | ZBK              | فرودگاه ژابلیک          |
| نظامی                  | ŽŽ                 | ŽŽ               | ŽŽ                      |
| پودگوریتسا             | LYPJ               | ندارد            | پایگاه هوایی پودگوریتسا |
| منحل شده               | ŽŽ                 | ŽŽ               | ŽŽ                      |
| اولتسینی               | ندارد              | ندارد            | فرودگاه اولتسینی        |